# Opochtli

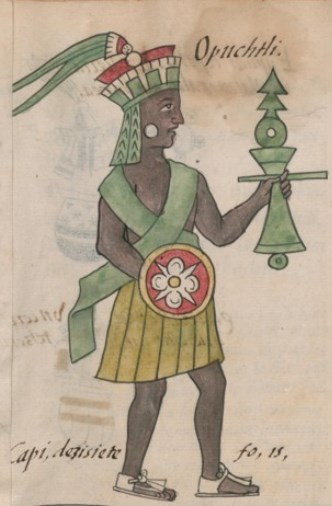
L'image du dieu Opochtli dans le Codex florentin

Opochtli est, dans la mythologie aztèque, le dieu de la pêche.